# كلود ميشيل
كلود ميشيل (بالفرنسية: Claude Michel)‏ (24 أبريل 1971 فرنسا - ) هو لاعب كرة قدم فرنسي يلعب كلاعب وسط.

## روابط خارجية
- كلود ميشيل على موقع قاعدة بيانات كرة القدم.إي يو (الإنجليزية)
- كلود ميشيل على موقع عالم كرة القدم.نت (الإنجليزية)